# Southern Sudan Police Service
Der Southern Sudan Police Service oder kurz SSPS ist eine Polizeitruppe aus dem Südsudan. Sie umfasst derzeit (Dezember 2010) circa 6000 Polizisten, die in Rajaf, 20 Kilometer südlich von Juba, ihre Ausbildung absolvieren. Das Entwicklungsprogramm der Vereinten Nationen und verschiedene Geberländer (darunter Deutschland) unterstützen den Aufbau der Einheit finanziell und logistisch. Insgesamt werden 11,5 Millionen Dollar aus externen Quellen verwendet. Der Dienst soll in letzter Konsequenz die aus den Rebellen der Sudanesischen Volksbefreiungsarmee gebildeten Polizeieinheiten ablösen.
2011 sollen weitere 6000 Polizisten ausgebildet werden und ab 2012 jedes Jahr 3000.
Der erste Einsatz war die Gewährleistung der Sicherheit beim Unabhängigkeitsreferendum im Südsudan 2011.

## Kritik
Im Dezember 2010 wurden Klagen über die Diskriminierung von Frauen und ethnischen Minderheiten in der Ausbildung laut. Laut dem Innenminister des Südsudans, Gier Chuang Aluong, soll eine Untersuchung eingeleitet werden.